# Џубокс
Џубокс (енгл. Jukebox) је делимично аутоматизовани музички уређај, обично на кованице, који може одсвирати посебно одабране песме из властите збирке песама на неком од медија.
Традиционални џубокс из 1960-их били су прилично велики са великим полукружним кругом на врху и живо осветљеном предњом страном уређаја. Имали су тастере са словима и бројевима, тако да се њиховом комбинацијом, могла изабрати жељена песма за репродукцију (уобичајено су то биле сингл плоче).

## Историја
Музички аутомати и пиано аутомати били су први музички уређаји који су радили на кованице. Након њих су се 1890-их појавили фонограф (први грамофони) који су такође радили ако се у њих убацила кованица.
Нови начини снимања и репродукције уз употребу електричних појачала водили су и до новог облика фонографа на кованице.
Један од првих успешних џубокса био је аутоматски фонограф произведен 1927. од стране компаније која је касније била познате по акрониму АМИ.
С временом се развијала технологија репродукције звука па је стога 1928, Јустус П. Сипбург, који је производио клавир-аутомате, произвео електростатички звучник повезан с магнетофоном, уређај је имао и управљачки механизам којим се могло одабрати један од осам снимака. Такав тип џубокса је владао све док Сибург корпорација није 1950. представила свој модел џубокса на грамофонске плоче од 45 обртаја у минути.
Израз Џубокс ушао је у употребу прво у Америци 1940-их то је реч из сленга, комбинација афричког (juke = неуредан, мангуп) и енглеског језика (joint = споји).
Џубокс је врхунац популарности имао у Америци између 1940—1960, у Европи је то било за деценију касније 1950—1970. Њихова популарност била је везана уз ширење рокенрол музике.
Од 1980-их и појаве компакт-диска мењао се и џубокс. Од 2000. производе се потпуно дигитални који немају никакве физички похрањене збирке песама, већ искључиво рачунарске датотеке.

## Познати модели џубокса
- Рок-Ола модел 1413 Премиер (1942)
- Рок-Ола модел 1422 и 1426 (1946-47)
- 1953 Сибург М100Ц
- 1954 Рок-Ола 1438 Комета
- 1954 Сибург ХФ100Р
- 1962 Рок-Ола Принцеза
- Вурлитзер Модел 750 анд 750Е (1941)
- Вурлитзер Модел 800 (1941)
- Вурлитзер Модел 850 (1941)
- Вурлитзер Модел 950 (1942)
- Вурлитзер Модел 1015 (1946-47)
- Вурлитзер Моделс 1080 и 1080-А (1947—48)
- Вурлитзер Џубокс Модел 1100 (1948-49)
- АМИ "Топ Флигхт" Модел (1936–38) - (Производ Рове Интернатионал, касније знаног као АМИ)
- АМИ Модел "А" Јукебок оф (1946–47) - (Производ Рове Интернатионал, касније знаног као АМИ)
- Сибург Модел "Г"
- "Тхомас" радио пријемник и касетни џубокс . Експонат у "Нишвил џез музеју"АМИ Модел "Г" Јукебок оф (1954) (Производ Рове Интернатионал, касније знаног као АМИ)
- АМИ Модел Х, И, Ј и К (Производ Рове Интернатионал, касније знаног као АМИ)
- АМИ Континентал (Производ Рове Интернатионал, касније знаног као АМИ)